# Piotr Franciszek Alojzy Łoski
Piotr Franciszek Alojzy Łoski herbu Brodzic (ur. ok. 1661, zm. 4 grudnia 1728) – podkomorzy warszawski (1717-1721), chorąży warszawski (1709-1717), pisarz grodzki warszawski (1687-1711), podczaszy zakroczymski od 1691, pisarz ziemski zakroczymski, podstarości warszawski (1697), regent kancelarii mniejszej koronnej, sekretarz królewski, poeta, poseł i mówca sejmowy.

## Życiorys
Urodził się około 1661 w dobrach Łoś w ziemi warszawskiej. Był synem Andrzeja Daniela Łoskiego herbu Brodzic oraz Katarzyny Wężykównej, córki Sebastiana Wężyka Rudzkiego i Katarzyny z Pstrokońskich. Kształcił się w kolegium pijarów w Warszawie. W 1682 król Jana III uczynił go swoim sekretarzem. W 1683 brał udział w bitwie pod Wiedniem.  W 1692 ożenił się z Teresą Czaczkowską, córką Piotra Czaczkowskiego pisarza skarbu koronnego i Cecylii Witoffównej. Mieli pięcioro dzieci, dwóch synów i trzy córki, z których najmłodsza córka Cecylia zmarła w młodym wieku. W 1696 izba poselska wysłała go do prymasa Michała Radziejowskiego z protestem przeciwko niektórym uchwałom sejmu konwokacyjnego. Na sejmie pacyfikacyjnym w 1699 wszedł w skład komisji elbląskiej mającej zbadać zajęcie miasta przez elektora brandenburskiego Fryderyka I. Należał wówczas do żarliwych zwolenników Augusta II. W 1710 wszedł w skład Walnej Rady Warszawskiej jako delegat z prowincji wielkopolskiej, gdzie wyznaczono do wielu komisji mających zająć się m.in. sprawami Gdańska i Torunia. Następnie przeszedł do opozycji antykrólewskiej, krytykując stacjonowanie obcych wojsk na terytorium Rzeczypospolitej i wstępując do konfederacji tarnogrodzkiej. W 1717 został obrany podkomorzym warszawskim w miejsce zmarłego Hieronima Petrykowskiego. Na sejmie grodzieńskim w 1726 został wybrany deputatem do korektury Trybunału Koronnego. Zmarł w 1728 i został pochowany w kościele św. Jana w Warszawie.   

## Twórczość

### Poezja
- Dźwięk na wdzięk Opatrznośći Boskiey przez głosy. Ku którey wdźięczność nigdy dosyć; chwała, zawsze cyfra; y ia Author, Nic, drukarnia pijarów w Warszawie w 1727, przedrukowane po śmierci autora w 1734.

- Lutnia rozstrojona, drukowane razem z Dźwiękiem... w 1727 i 1734.

### Mowy publiczne
- Głosy Oratorskie przez pewnego szlachcica koronnego Urzędnika ziemskiego; a przedtym w tutecznych szkołach Eloquencyi Auditora na Seymach, Radach, Legacyach y inszych publicznych miane, tu zaś dla tychźe szkół y zabierających się ad similia Geniuszów, zebrane, zbiór mów publicznych, drukowany razem z Dźwiękiem... w 1727 i 1734.